# Merindad mayor de Castilla
La merindad mayor de Castilla fue una de las grandes demarcaciones territoriales que conformaron la división administrativa, tanto del reino como posteriormente de la Corona de Castilla al frente de la cual, desde el siglo XIII hasta el siglo XV, estuvo delegado regio designado como merino mayor de Castilla.

## Antecedentes
Al desaparecer el Condado de Castilla por haberse incorporado su titularidad a la del rey de León en 1038 cuando el último conde castellano Fernando ciña la corona real de León, los antiguos territorios del condado se van a estructurar en nuevas demarcaciones administrativas que recibirán el nombre de merindades, cuyo nombre proviene de merino, oficial real que regirá estas demarcaciones.
Las merindades que comienzan a dibujarse en la segunda mitad del siglo XI acabarán de perfilarse bajo el reinado de Alfonso VIII (1158-1214).
Esta división territorial en merindades tanto mayores como menores continuó plenamente vigente hasta el siglo XVI, y en algunos aspectos administrativos o judiciales será todavía utilizada en el siglo XVII y aún en el XVIII.

## Ámbito territorial
La ciudad de Burgos será la capital de la llamada merindad mayor de Castilla que se extendía por más de treinta mil kilómetros cuadrados entre el Cea al oeste y la frontera con el reino de Navarra al este, así como entre el Duero al sur y el mar Cantábrico en el norte, comprendiendo así en ella la totalidad de las actuales provincias de Cantabria y Palencia así como la mayor parte de las de Burgos y Valladolid y algunos territorios limítrofes de la hoy provincias de León, Soria, Álava y La Rioja.
En el libro Becerro de las Behetrías de Castilla figura la gran merindad subdividida en 19 merindades menores, una de las cuales llevaba el nombre de Merindad de Burgos con río de Ubierna, cuyo merino residía en la ciudad de Burgos.
Esta división administrativa continúa vigente durante toda la Edad Media.
El merino mayor de Castilla en 1352 ejercía su jurisdicción sobre 19 merindades menores integradas en la Merindad Mayor de Castilla. En el Becerro constan 15 y se echan en falta otras cuatro: Bureba, Rioja-Montes de Oca, Logroño y Allende Ebro. Hasta 1335 Guipúzcoa formaba parte como la vigésima merindad, pasando entonces a constituirse en Merindad Mayor propia.
| Merindad                 | Capital                | poblados | despoblados | Superficie (km²) | Provincias 2008                     |
| Cerrato                  | Palenzuela             | 56       | 56          | 2.198,86         | Palencia, Burgos y Valladolid       |
| Infantazgo de Valladolid | Urueña                 | 63       | 35          | 2.606,89         | Valladolid                          |
| Monzón                   | Monzón                 | 75       | 22          | 1.327,92         | Palencia y Burgos                   |
| Campos                   | Palencia               | 50       | 21          | 1.851,05         | Palencia y Valladolid               |
| Carrión                  | Carrión de los Condes  | 78       | 41          | 1.474,15         | Palencia, León y Valladolid         |
| Villadiego               | Villadiego             | 86       | 21          | 1.087,76         | Palencia y Burgos                   |
| Merindad de Aguilar      | Aguilar                | 133      | 22          | 1.378,50         | Palencia, Burgos y Cantabria        |
| Liébana-Pernía           | Cervera                | 116      | 15          | 1.295,63         | Palencia, León y Cantabria          |
| Saldaña                  | Saldaña                | 153      | 42          | 2.106,13         | Palencia y León                     |
| Asturias de Santillana   | Santillana del Mar     | 195      | 12          | 2.279,33         | Asturias y Cantabria                |
| Castrojeriz              | Castrojeriz            | 91       | 30          | 1.716,10         | Palencia y Burgos                   |
| Candemuñó                | Santa María del Campo  | 86       | 21          | 1.121,25         | Burgos                              |
| Burgos-Ubierna           | Burgos                 | 99       | 22          | 1.367,50         | Burgos                              |
| Castilla Vieja           | Villarcayo             | 447      | 87          | 4.359,34         | Cantabria, La Rioja, Álava y Burgos |
| Santo Domindo de Silos   | Santo Domingo de Silos | 122      | 26          | 4.197,40         | La Rioja, Soria y Burgos            |
| Mayor de Castilla        | Burgos                 | 1914     | 488         | 30 727,81        |                                     |

Esta división administrativa se remonta al siglo XII iniciándose durante el reinado de Alfonso VII (1126-1157) y culminándose con Alfonso VIII (1158-1214) que la perfila y asienta firmemente de tal modo que con ligeras modificaciones alcanzará hasta el siglo XVIII, en que será sustituida por una nueva división administrativa de corte borbónico basada en Provincias, Intendencias y partidos. A partir del siglo XV la extensión del régimen señorial irá sustrayendo a su jurisdicción grandes porciones del territorio, y la generalización de corregidores desde finales de ese mismo siglo y principios del XVI eclipsará la figura del merino.
Así en 1352 ya se habían segregado seis pequeños cotos territoriales que habían estado integradas, corresponden a los siguientes concejos:
- San Vicente de la Barquera
- Burgos
- Valladolid
- Aranda de Duero
- Santo Domingo de Silos, coto abacial.
- Jurisdicción de Lara, agregada al concejo burgalés.

## Merindades Menores
| - Merindad de Cerrato, capital Palenzuela - Merindad de Monzón - Merindad de Villadiego - Merindad de Aguilar de Campoo - Merindad de Allende Ebro | - Merindad de Castrojeriz - Merindad de Burgos con Río Ubierna - Merindad de Santo Domingo de Silos - Merindad de Candemuño, capital Santa María del Campo | - Merindad de Castilla Vieja, capital Villarcayo de Merindad de Castilla la Vieja - Merindad de Asturias de Santillana - Merindad de Liébana y Pernía - Merindad de Saldaña | - Merindad de Trasmiera - Merindad de Carrión - Merindad de Campos, capital Palencia - Merindad de La Bureba - Merindad de Rioja y Montes de Oca - Merindad de Logroño - Merindad del Infantazgo de Valladolid |  |

## Merinos de Castilla la Vieja
Durante el reinado de Alfonso VI la documentación catedralicia recoge en 1075 la presencia de Martín Sánchez como merino de Castilla bajo la fórmula maiorinus Castellae. Diez años después Petrus Iohannis suscribe como maiorinus de tota Castella. Incluso en 1091, en una donación del propio monarca al monasterio de San Juan, se menciona a Tello Díaz como merino maior de Castilla, actividad merinal que en 1099 ejercía un tal Felices.

...Los titulares del merinato ... aparecen alternando ... su condición de tales en Castilla y en Burgos. esta equivalencia nos induce a pensar que en la vieja capital condal residiesen tanto el merino de Castilla como el de la ciudad y que ambas funciones se concentraran en la misma persona ...

- Miguel Feliz desde 1133 hasta 1 de mayo de 1150: merino in Burgis et in omni Castella[6]
- Alfonso Muñiz en 1152 y hasta 1160.
- Diego Fernández el 9 de abril de 1158 suscribe como merino in Castella y el 7 de mayo del mismo año como maiorinus Burgensis
- Antolín Moro de 1162 a 1167, merino de Burgos
- Lope Díaz de Fitero de 23 de mayo de 1171 a 1 de febrero de 1170

## Merinos mayores de Castilla
Desde finales del siglo XII hasta el siglo XIV hubo varios merinos mayores de Castilla:
- Gutierre Peláez (1170-1171).[10] Fue nombrado como primer merino mayor de Castilla[10] desde el 1 de febrero de 1170.
- Lope Díaz de Fitero (1171-1173).[10]
- Gutierre Peláez (1174-1176).[10] Volvió a ocupar el puesto como tercer merino mayor de Castilla[10] hasta julio de 1176.
- Lope Díaz de Fitero (1176-1193).[10] Otra vez en el cargo como cuarto merino mayor de Castilla[10] desde julio de 1176 hasta el 28 de julio de 1193.
- Diego López de Fitero (1193-1195).[10] Lo ostentó desde diciembre de 1193 a 10 de septiembre de 1195.
- Rodrigo Pérez Malavilla (1195-1198).[10] Desde el 8 de diciembre de 1195 al 2 de abril de 1198.
- Gutierre Díaz de Sandoval (1198-1205).[10] Desde el 8 de mayo de 1198 hasta el 15 de octubre de 1205.
- García Ruiz Barba (1205-1211).[10]
- Pedro Fernández Moro (1211-1215).[10]
- Ordoño Martínez (1215-1217).[10]
- Gonzalo Pérez de Arnillas (1217-1220).[12]
- Fernando Ladrón de Rojas (1221-1224).[12]
- Gonzalo González de Cevallos (1225-1226).[12]
- García González de Herrera (1226-1230).[12]
- Álvaro Rodríguez de Herrera (1230-1235).[12]
- Moriel Rodríguez de Rojas (1235-1239).[12]
- Martín González de Mijangos (1240-1241).[12]
- Martín Álvarez (1242).[12]
- Sancho Sánchez de Velasco (1243).[12]
- Fernando González de Rojas (1245-1253).[12]
- Diego López de Salcedo (1252-1256).[12]
- Fernando González de Rojas (1256-1258).[12]
- Pedro Núñez de Guzmán (1258-1267), hijo de Guillén Pérez de Guzmán también con el título de adelantado mayor de Castilla.[13][12]

- ? (1267-1275)

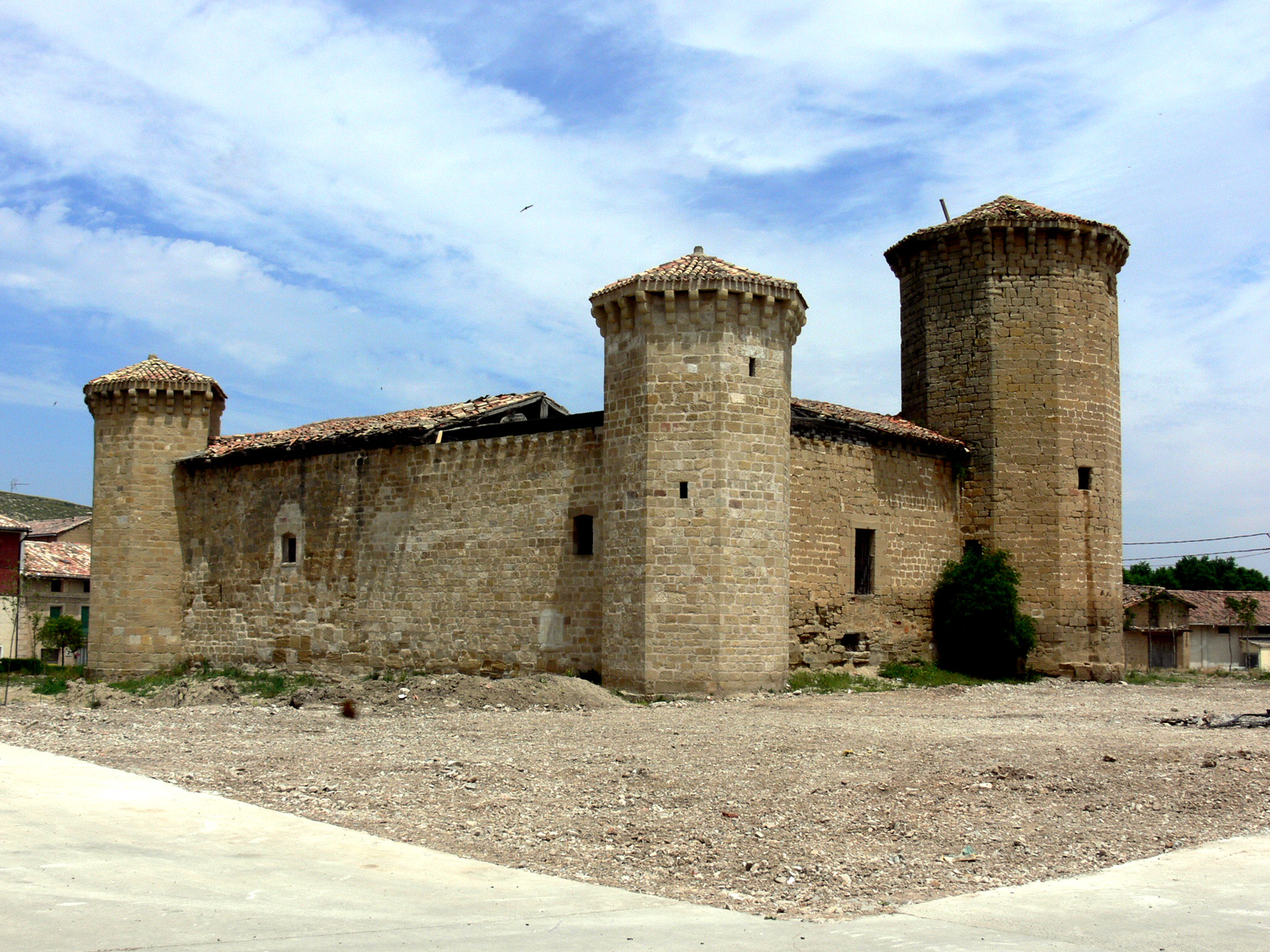
Castillo de Leiva (La Rioja).

- Nuño Fernández de Valdenebro (1276-1278), hijo de Fernando Álvarez de Lara, señor de Valdenebro.[14][15]
- ? (1279-1284)
- Sancho Martínez de Leiva (1284-1292).[16][17]
- Juan Rodríguez de Rojas (1293).[16][17]
- Juan Ortiz de Valmaseda (1294).[16]
- Fernán Ruiz de Saldaña (1295[16]-1313). De 1308 hasta 1309[16] y en 1312[17] fue merino[16] y adelantado mayor de Castilla.[17]
- Pedro López de Padilla I (1314).[17]
- Garcilaso I de la Vega (1315-1326).[11][17] Desde 1316 pasó a ser simultánemamente merino y adelantado mayor de Castilla.[17]
- Juan Martínez de Leiva (1326-1330).[17]
- Gutier González de Quijada (1331-1333).[17] En 1331 con Fernando Ladrón de Rojas, en 1332 con Lope Díaz de Rojas y en 1233 con Gutierre González de Quijada.[17]
- Garcilaso II de la Vega (1334).
- Juan Martínez de Leiva (1334-1335).[18][19] En esta última fecha pasaría a ser adelantado mayor de Castilla.[20]
- Ruy Gutiérrez Quijada (1335).
- Fernán López de Rojas (1345).[21] Era hijo de Juan Rodríguez de Rojas, adelantado mayor de Castilla[21] desde 1298 hasta 1302.[18]
- Lope Díaz de Rojas[22] (ca. 1347). Era hijo de Diego Martínez de Rojas, señor de Rojas.[23]
- Fernán Pérez Portocarrero[24] (ca. 1348-1350).[16] En esta última fecha sería nombrado adelantado mayor de Castilla[24] pero lo ostentaría hasta finales del mismo año.
- Garcilaso II de la Vega (1350-1351).[25] Era también adelantado mayor de Castilla.[25]
- Juan García Manrique (1351).[26][17] Era también adelantado mayor de Castilla.[26][17]
- Garci II Fernández Manrique de Lara (1352-1353).[27] Figuraba también como adelantado mayor de Castilla.[27]
- Pedro Ruiz II de Villegas[28][29] (1353[19]-1354). Posteriormente sería adelantado mayor de Castilla[19][28] desde noviembre de 1354 hasta abril de 1355.[19]
- Diego Pérez Sarmiento[30][31][19] (1354-1359). En noviembre de 1354 y confirmado en febrero de 1355,[19] y a finales pasó además a ser adelantado mayor[31] hasta 1359.[30]
- Fernán Sánchez de Tovar (1360-1361).[19] También figura con el título de adelantado mayor de Castilla.[19]
- Garci II Fernández Manrique de Lara (1362).[19]
- Pedro Manrique (1363-1365). Era hijo del anterior y también era adelantado mayor de Castilla[19] cuando lo ocupó simultáneamente.
- Álvar Rodríguez Cueto (1366). Nombrado merino y adelantado mayor[32] por el rey Pedro I de Castilla[32] durante la primera guerra civil castellana.
- Pedro Manrique (1366-1380). Nombrado merino y adelantado mayor[32] por el nuevo rey Enrique II de Castilla[32] durante la primera guerra civil castellana.
- Rodrigo Rodríguez de Torquemada (1367). Nombrado merino y adelantado mayor[32] por el rey Pedro I de Castilla.[32] durante la primera guerra civil castellana.
- Diego Gómez Manrique (1380-1383). Era merino y adelantado mayor de Castilla[32] pero en este último hasta 1385.[32]
- Pedro Fernández de Velasco (1384).
- Juan (Fernández) de Velasco (1385), hijo del anterior.[33]
- Gómez Manrique (1385-1388). Era merino y adelantado mayor de Castilla[32] pero en este último hasta 1411.[32]
- Ruy Pérez II de Villegas[34] (1388-1411). Era hijo del merino y adelantado mayor Pedro Ruiz II de Villegas.[35]

## SigloXIV
La totalidad de la merindad mayor de Castilla alcanzaba en pleno siglo XIV la suma de 39 777 km², que se repartía desde los límites del reino leonés al occidente hasta el reino navarro al oriente, excluyendo los territorios pertenecientes al señorío de Vizcaya y la merindad mayor de Guipúzcoa. Al norte el límite venía marcado por el mar Cantábrico, mientras que al sur era la línea de Comunidades de Villa y Tierra, dibujadas a lo largo del río Duero, la que establecía el fin de esta gran división administrativa.

## Adelantamiento
En 1502 se divide el adelantamiento de Castilla en dos partidos: el de Burgos y el de Campos, estando al frente de cada uno un único alcalde mayor, que acabarán derivando en sendos adelantamientos. 
- El partido de Burgos quedaba integrado por las merindades menores de Villadiego, Campoo, Castrojeriz, Candemuño, Santo Domingo de Silos, Río de Ubierna, Montes de Oca, Bureba, la Rioja, Nájera y Logroño.
- La de Campos por las merindades de Liébana, Saldaña, Carrión, Monzón, Campos, Infantado y Cerrato.